# لستر یانگ
لستر ویلیس یانگ (به انگلیسی: Lester Willis Young) ‏(۲۷ اوت ۱۹۰۹ – ۱۵ مارس ۱۹۵۹) نوازنده آمریکایی سکسوفون تنور بود.
موسیقی را (با نواختن سکسوفون آلتو) از پدرش آموخت ولی در ۱۹ سالگی از او جدا شد و در ارکسترهای مختلف نواخت. در میانه دهه ۱۹۳۰ میلادی عضو ارکستر کانت بیسی شد و آهنگ‌های زیادی را با این ارکستر ضبط کرد. در همین دوره بود که چند آهنگ با بیلی هالیدی ضبط کرد. بیلی به او می‌گفت «پرز» (کوتاه شده پرزیدنت) و لستر یانگ هم نام «لیدی دی» را روی بیلی هالیدی گذاشت که هنوز هم شنیده می‌شود. سبک ویژه نواختن آرام و آرامش بخش او تأثیر زیادی روی دیگر نوازندگان جاز، به‌ویژه استن گتز داشت. او را از پیشگامان سبک «کول جز» می‌شمارند.